# L'Escorte infernale
Pour plus de détails, voir Fiche technique et Distribution.
L'Escorte Infernale ou La Patrouille au Québec (Chasers) est un film américain réalisé par Dennis Hopper et sorti en 1994.
Le film reçoit des critiques mitigées et est un échec au box-office. Il s'agit du dernier long métrage mis en scène par l'acteur-réalisateur.

## Synopsis
Des policiers militaires de la marine doivent convoyer un prisonnier, qui s'avère être une prisonnière, dans un voyage sans histoire, qui s'avère avoir une histoire.

## Fiche technique
- Titre français : L'Escorte infernale
- Titre original : Chasers
- Titre québécois : La Patrouille
- Réalisateur : Dennis Hopper
- Scénario : Joe Batteer, John Rice et Dan Gilroy
- Photographie : Ueli Steiger (en)
- Montage : Christian Wagner
- Musique : Pete Anderson et Dwight Yoakam
- Société de production : Morgan Creek Productions
- Société de distribution : Warner Bros.
- Pays d'origine :  États-Unis
- Langue originale : anglais
- Tournage : du 17 mai 1993 au 16 juillet 1993
- Format : Couleurs — 35 mm — 1,85:1 — Son : Dolby Stereo
- Genre : comédie dramatique, action
- Durée : 102 minutes
- Dates de sortie :
  - États-Unis : 22 avril 1994
- Classification : États-Unis : R (langage grossier et scène érotique)

## Distribution
Légende : VQ = Version Québécoise
- Tom Berenger (VQ : Jean Fontaine) : Rock Reilly
- William McNamara (VQ : François Godin) : Eddie Devane
- Erika Eleniak (VQ : Nathalie Coupal) : Toni Johnson
- Crispin Glover (VQ : Bernard Fortin) : Howard Finster
- Matthew Glave (VQ : Alain Sauvage) : Rory Blanes
- Grand L. Bush (VQ : Manuel Tadros) : Vance Dooly
- Dean Stockwell : Stig, vendeur de voitures
- Bitty Schram : Flo, serveuse
- Gary Busey (VQ : Alain Clavier) : Sergent Vince Banger
- Seymour Cassel (VQ : Gérard Delmas) : Chef Bogg
- Frederic Forrest : Duane, garagiste
- Marilu Henner : Katie, serveuse
- Dennis Hopper (VQ : Jean-Marie Moncelet) : Doggie (caméo)

## Vidéo
Le film est disponible chez Warner Home Vidéo en VHS sous le titre « L'Escorte infernale. » Disponible en DVD zone 1.